# The French Connection
The French Connection (Brasil: Operação França / Portugal: Os Incorruptíveis Contra a Droga) é um filme de suspense policial americano de 1971 dirigido por William Friedkin. O roteiro, escrito por Ernest Tidyman, baseia-se no livro não ficcional de Robin Moore de 1969, The French Connection: A True Account of Cops, Narcotics and International Conspiracy. Ele conta a história dos detetives do Departamento de Polícia de Nova York, Jimmy "Popeye" Doyle e Buddy "Cloudy" Russo, cujos integrantes da vida real eram detetives da narcóticos Eddie Egan e Sonny Grosso, em busca do rico contrabandista de heroína francês Alain Charnier. O filme é estrelado por Gene Hackman como Popeye, Roy Scheider como Cloudy, e Fernando Rey como Charnier.
Foi o primeiro filme com classificação R-rated a ganhar o Óscar de Melhor Filme desde a introdução do sistema de classificação de filmes MPAA. Também ganhou o Óscar de Melhor Ator (Hackman), Melhor Diretor (Friedkin), Melhor Edição e Melhor Roteiro Adaptado (Tidyman). Foi indicado para Melhor Ator Coadjuvante (Scheider), Melhor Cinematografia e Melhor Mixagem de Som. Tidyman também recebeu uma indicação ao Prêmio Globo de Ouro, um Writers Guild of America Award e um Prêmio Edgar pelo seu roteiro.
O American Film Institute incluiu o filme em sua lista dos melhores filmes americanos em 1998 e novamente em 2007. Em 2005, o filme foi selecionado para preservação no National Film Registry dos Estados Unidos pela Biblioteca do Congresso como "culturalmente, historicamente ou esteticamente significativo".

## Sinopse
O filme mostra uma Nova Iorque suja, corrupta e violenta, e um policial durão e nada simpático, o detetive Jimmy 'Popeye' Doyle. Juntos, 'Popeye' e o detetive Buddy Russo, tentam desmantelar uma rede de tráfico de narcóticos e acabam descobrindo a Operação França.
Jimmy 'Popeye' é o típico policial de rua que tem seu próprio senso de justiça, muito pragmático com a realidade a sua volta, formada de marginais e pessoas marginalizadas. 'Popeye' está longe de ser um exemplo: é um policial que erra, tenta encobrir seus próprios erros (sem sucesso) como qualquer pessoa comum faria.

## Elenco
- Gene Hackman como Det. Jimmy "Popeye" Doyle
- Fernando Rey como Alain Charnier
- Roy Scheider como Det. Buddy "Cloudy" Russo
- Tony Lo Bianco como Salvatore "Sal" Boca
- Marcel Bozzuffi como Pierre Nicoli
- Frédéric de Pasquale como Henri Devereaux
- Bill Hickman como Bill Mulderig
- Ann Rebbot como Sra. Marie Charnier
- Harold Gary como Joel Weinstock
- Arlene Farber como Angie Boca
- Eddie Egan como Walt Simonson
- André Ernotte como La Valle
- Sonny Grosso como Clyde Klein

## Produção
Em uma faixa de comentários de áudio gravada por Friedkin para o lançamento de DVD do filme Collector's Edition, Friedkin observa que o realismo documental do filme foi o resultado direto da influência de ter visto Z, um filme francês. O filme foi um dos primeiros a mostrar o World Trade Center: a torre norte completa e a torre sul parcialmente concluída são vistas no fundo das cenas no estaleiro após a chegada de Devereaux em Nova York.
Friedkin credita sua decisão de dirigir o filme para uma discussão com o diretor de cinema Howard Hawks, cuja filha vivia com Friedkin na época. Friedkin perguntou a Hawks o que ele pensava de seus filmes, o que Hawks respondeu sem rodeios que eram "péssimas". Em vez disso, Hawks recomendou que ele "faça uma boa perseguição. Faça um melhor do que qualquer um".

### Elenco
Embora o elenco finalmente tenha revelado ser um dos pontos fortes do filme, Friedkin teve problemas com as opções de seleção desde o início. Ele se opôs fortemente à escolha de Hackman pelo papel principal e, na verdade, considerou Paul Newman (fora da faixa de orçamento), então Jackie Gleason, Peter Boyle e um colunista de Nova York, Jimmy Breslin, que nunca havia atuado antes. No entanto, Gleason, naquela época, foi considerado veneno de bilheteria pelo estúdio depois que seu filme Gigot havia flopado vários anos antes, Boyle declinou o papel depois de desaprovar o tema violento do filme, e Breslin se recusou a ficar ao volante de um carro, o que era necessário do personagem de Popeye para uma cena de perseguição de carro integral. Steve McQueen também foi considerado, mas ele não queria fazer outro filme policial após Bullitt e, como com Newman, sua taxa teria ultrapassado o orçamento do filme. Charles Bronson também foi considerado para o papel. Friedkin quase se instalou para Rod Taylor (que havia ativamente seguido o papel, de acordo com Hackman), outra escolha aprovada pelo estúdio, antes de ir com Hackman.
O elenco de Fernando Rey como o principal contrabandista de heroína francês, Alain Charnier (irreverentemente referido em todo o filme como "Frog One"), resultou de um engano de identidade. Friedkin tinha visto o filme francês de Luís Buñuel, Belle de Jour, e ficou impressionado com o desempenho de Francisco Rabal, que teve um pequeno papel no filme. No entanto, Friedkin não sabia o nome dele, e lembrou-se de que ele era um ator espanhol. Ele pediu a seu diretor de elenco para encontrar o ator, e o diretor do elenco em vez disso contatou Rey, um ator espanhol que apareceu em vários outros filmes dirigidos por Buñuel. Depois que Rabal foi finalmente alcançado, eles descobriram que ele não falava francês nem inglês, e Rey foi mantido no filme. Ironicamente, depois de selecionar o corte final do filme, o francês de Rey foi considerado inaceitável pelos cineastas. Eles decidiram dublar seu francês enquanto preservava seu diálogo em inglês.

### Comparação com pessoas reais
O enredo centra-se no tráfico de drogas na década de 1960 e início dos anos 70, quando a maior parte da heroína importada ilegalmente para a Costa Leste veio para os Estados Unidos através da França. Além dos dois principais protagonistas, vários personagens de ficção retratados no filme também possuem homólogos da vida real. O personagem de Alain Charnier baseia-se em Jean Jehan, que foi preso mais tarde em Paris por tráfico de drogas, embora não tenha sido extraditado, uma vez que a França não extradita seus cidadãos. Sal Boca é baseado em Pasquale "Patsy" Fuca, e seu irmão Anthony. Angie Boca é baseada na esposa de Patsy, Barbara, que mais tarde escreveu um livro com Robin Moore detalhando sua vida com Patsy. As Fucas e seu tio faziam parte de uma equipe de negociação de heroína que trabalhava com algumas das famílias criminosas da cidade de Nova York. Henri Devereaux, que toma a queda por importar o Lincoln para a cidade de Nova York, é baseado em Jacques Angelvin, um ator de televisão preso e condenado a três a seis anos em uma penitenciária federal por seu papel, servindo cerca de quatro antes de retornar à França e virar para o setor imobiliário. O personagem Joel Weinstock é, de acordo com o comentário do diretor, um composto de vários traficantes de drogas similares.

## Prêmios e indicações
| Prêmio                                 | Categoria                        | Indicação                               | Resultado |
| -------------------------------------- | -------------------------------- | --------------------------------------- | --------- |
| Óscar, 1972                            | Melhor Filme                     | Phillip D'Antoni                        | Venceu    |
| Óscar, 1972                            | Melhor Diretor                   | William Friedkin                        | Venceu    |
| Óscar, 1972                            | Melhor Ator                      | Gene Hackman                            | Venceu    |
| Óscar, 1972                            | Melhor Roteiro Adaptado          | Ernest Tidyman                          | Venceu    |
| Óscar, 1972                            | Melhor Montagem                  | Gerald B. Greenberg                     | Venceu    |
| Óscar, 1972                            | Melhor Ator Coadjuvante          | Roy Scheider                            | Indicado  |
| Óscar, 1972                            | Melhor Cinematografia            | Owen Roizman                            | Indicado  |
| Óscar, 1972                            | Melhor Mixagem de Som            | Theodore Soderberg e Christopher Newman | Indicado  |
| American Cinema Editors, 1972          | Melhor Edição em Longa-Metragem  | Gerald B. Greenberg                     | Indicado  |
| BAFTA, 1973                            | Melhor Ator                      | Gene Hackman                            | Venceu    |
| BAFTA, 1973                            | Melhor Edição de Filme           | Gerald B. Greenberg                     | Venceu    |
| BAFTA, 1973                            | Melhor Direção                   | William Friedkin                        | Indicado  |
| BAFTA, 1973                            | Melhor Filme                     | Philip D'Antoni                         | Venceu    |
| BAFTA, 1973                            | Melhor Trilha Sonora             | Christopher Newman Theodore Soderberg   | Indicado  |
| Prêmio David di Donatello, 1972        | Melhor Filme Estrangeiro         | Philip D'Antoni                         | Venceu    |
| Directors Guild of America, 1972       | Melhor Diretor em Longa-Metragem | William Friedkin                        | Venceu    |
| Prêmio Edgar, 1972                     | Melhor Filme                     | Ernest Tidyman                          | Venceu    |
| Globo de Ouro, 1972                    | Melhor Filme                     | Phillip D'Antoni                        | Venceu    |
| Globo de Ouro, 1972                    | Melhor Direção                   | William Friedkin                        | Venceu    |
| Globo de Ouro, 1972                    | Melhor Ator                      | Gene Hackman                            | Venceu    |
| Globo de Ouro, 1972                    | Melhor Roteiro                   | Ernest Tidyman                          | Indicado  |
| Kansas City Film Critics Circle, 1972  | Melhor Ator                      | Gene Hackman                            | Venceu    |
| Kansas City Film Critics Circle, 1972  | Melhor Roteiro                   | Ernest Tidyman                          | Venceu    |
| National Society of Film Critics, 1972 | Melhor Ator                      | Gene Hackman                            | Indicado  |
| New York Film Critics Circle, 1971     | Melhor Ator                      | Gene Hackman                            | Venceu    |
| New York Film Critics Circle, 1971     | Melhor Filme                     | Ernest Tidyman                          | Indicado  |
| Writers Guild of America, 1972         | Melhor Adaptação Dramática       | Ernest Tidyman                          | Venceu    |

O American Film Institute reconhece The French Connection em várias de suas listas:
- AFI's 100 Years...100 Movies - #70
- AFI's 100 Years...100 Movies (10th Anniversary Edition) - #93
- AFI's 100 Years…100 Thrills - #8
- AFI's 100 Years…100 Heroes and Villains: Jimmy "Popeye" Doyle - # 44 Herói

Em 2012, a Motion Picture Editors Guild Listou o filme como o décimo filme de melhor edição de todos os tempos com base em uma pesquisa de seu associados.

## Ligações Externas
- The French Connection. no IMDb.